# 异药龙胆
异药龙胆（学名：Gentiana anisostemon）是龙胆科龙胆属的植物，是中国的特有植物。分布在中国大陆的云南等地，生长于海拔3,600米至4,300米的地区，多生长于草坡及林下，目前尚未由人工引种栽培。